# Мартелли, Данило
Данило Мартелли (итал. Danilo Martelli, 27 мая 1923, Кастеллуккьо — 4 мая 1949, Суперга) — итальянский футболист, игравший на позициях полузащитника и нападающего.
Известен выступлениями за клубы «Брешиа» и «Торино». Вместе с партнерами по туринской команде погиб в авиационной катастрофе на горе Суперга 4 мая 1949 года.
Трёхкратный чемпион Италии.

## Игровая карьера
Родился 27 мая 1923 года в городе Кастеллуккьо. Воспитанник футбольной школы клуба «Марцотто Манербио».
Во взрослом футболе дебютировал в 1941 году выступлениями за команду клуба «Брешия», в которой провел пять сезонов, приняв участие в 99 матчах.
В 1946 году перешёл в сильнейший на то время итальянского клуба «Торино», за который успел отыграть три сезона. Большинство времени, проведенного в составе «Торино», был основным игроком команды. За это время трижды завоевывал титул чемпиона Италии.
Свой последний, третий, титул чемпиона Италии в сезоне 1948-49 Мартелли получил уже посмертно — 4 мая 1949 года команда погибла в авиакатастрофе на горе Суперга близ Турина. До конца первенства оставалось 4 тура, «Торино» возглавлял турнирную таблицу, и все погибшие игроки клуба посмертно получили чемпионский титул после того, как игроки молодёжной команды клуба, которые доигрывали сезон в Серии A, выиграли во всех четырёх последних матчах первенства. Их соперники («Дженоа», «Палермо», «Сампдория» и «Фиорентина») в этих матчах из уважения к погибшим чемпионов также выставляли на поле молодёжные составы своих клубов.

## Достижения
- Чемпион Италии (3): 1947, 1948, 1949